# La Barbería del Sur
La Barbería del Sur est un groupe de nouveau flamenco espagnol.

## Histoire
Le groupe est formé en 1991 par Enrique Heredia Negri (chant) et Juan José Suárez (guitare), fils du chanteur Ramón el Portugués. L'année de leur création, ils sortent leur premier album, l'homonyme La Barbería del Sur. Leur plus grand succès est la chanson Alegría de vivir, incluse dans les albums Arte pop (1998) et Una noche en el 7º (2000) : il s'agit d'une reprise d'une chanson de feu Ray Heredia, le beau-frère d'Enrique Heredia.
Au cours de la décennie d'activité de La Barbería del Sur, ils participent à des enregistrements et à des concerts avec des artistes comme Enrique Morente, Guaco, Santiago Auserón, Tino di Geraldo, Antonio Canales, Carles Benavent, Jorge Pardo et Chano Domínguez.
En 2021, ils sortent leur single Caminando por el Mundo avant d'annoncer une tournée célébrant trois décennies de scène. Le 29 juillet 2022, ils jouent à Melilla pour le concert du festival Música a la Luna.

## Style musical
Tout au long de leur carrière, ils ont collaboré avec des artistes de renom tels que Pepe Luis Carmona, David Amaya et José Miguel Carmona. LLaussi divers que le jazz, la pop et le funk.

## Discographie
- 1991 : La Barbería del Sur (album)
- 1994 : Historias de un deseo
- 1995 : Túmbanos si puedes
- 1997 : Algo pa nosotros
- 1998 : Arte pop
- 2000 : Una noche en el 7º
- 2002 : Negri y Paquete
- 2003 : Grandes éxitos
- 2021 : Caminando por el Mundo (single)